# Albánia az 1992. évi nyári olimpiai játékokon
Albánia a spanyolországi Barcelonában megrendezett 1992. évi nyári olimpiai játékok egyik részt vevő nemzete volt, 20 év szünet után tért vissza a játékokra. Az országot az olimpián 4 sportágban 7 sportoló képviselte, akik érmet nem szereztek.

## Atlétika
Női
| Versenyző      | Versenyszám | 100 m gát | 100 m gát | Magasugrás               | Magasugrás | Súlylökés | Súlylökés | 200 m | 200 m | Távolugrás | Távolugrás | Gerelyhajítás    | Gerelyhajítás    | 800 m            | 800 m            | Végeredmény   | Végeredmény   |
| Versenyző      | Versenyszám | Idő       | Pont      | Eredmény                 | Pont       | Eredmény  | Pont      | Idő   | Pont  | Eredmény   | Pont       | Eredmény         | Pont             | Idő              | Pont             | Pont          | Helyezés      |
| -------------- | ----------- | --------- | --------- | ------------------------ | ---------- | --------- | --------- | ----- | ----- | ---------- | ---------- | ---------------- | ---------------- | ---------------- | ---------------- | ------------- | ------------- |
| Alma Qeramixhi | Hétpróba    | 15,90     | 727       | érvényes kísérlet nélkül | 0          | 10,70 m   | 575       | 27,81 | 646   | 499 cm     | 557        | nem állt rajthoz | nem állt rajthoz | nem állt rajthoz | nem állt rajthoz | nem ért célba | nem ért célba |

## Sportlövészet
Férfi
| Versenyző   | Versenyszám          | Selejtező | Selejtező | Döntő   | Döntő    |
| Versenyző   | Versenyszám          | Pont      | Helyezés  | Pont    | Helyezés |
| ----------- | -------------------- | --------- | --------- | ------- | -------- |
| Kristo Robo | Gyorstüzelő pisztoly | 565       | 30.       | kiesett | kiesett  |

Női
| Versenyző       | Versenyszám   | Selejtező | Selejtező | Döntő   | Döntő    |
| Versenyző       | Versenyszám   | Pont      | Helyezés  | Pont    | Helyezés |
| --------------- | ------------- | --------- | --------- | ------- | -------- |
| Enkelejda Shehu | Sportpisztoly | 575       | 14.       | kiesett | kiesett  |

## Súlyemelés
| Versenyző       | Versenyszám | Szakítás   | Szakítás   | Lökés      | Lökés      | Összesen   | Helyezés   |
| Versenyző       | Versenyszám | Eredmény   | Helyezés   | Eredmény   | Helyezés   | Összesen   | Helyezés   |
| --------------- | ----------- | ---------- | ---------- | ---------- | ---------- | ---------- | ---------- |
| Genc Barkici    | 52 kg       | nem indult | nem indult | nem indult | nem indult | nem indult | nem indult |
| Sokol Bishanaku | 67,5 kg     | 125,0      | 14.        | 157,5      | 13.*       | 282,5      | 13.        |
| Fatmir Bushi    | 67,5 kg     | 130        | 10.*       | 160        | 10.        | 290,0      | 11.        |
| Dede Dekaj      | 110 kg      | 162,5      | 15.*       | 217,5      | 6.*        | 380        | 9.         |

* - egy másik versenyzővel azonos eredményt ért el

## Úszás
Férfi
| Versenyző    | Versenyszám | Előfutam | Előfutam | Előfutam | Döntő   | Döntő   | Döntő   | Helyezés |
| Versenyző    | Versenyszám | Idő      | Hely.    | Össz.    | Típus   | Idő     | Hely.   | Helyezés |
| ------------ | ----------- | -------- | -------- | -------- | ------- | ------- | ------- | -------- |
| Frank Leskaj | 50 m gyors  | 24,72    | 7.       | 50.      | kiesett | kiesett | kiesett | kiesett  |
| Frank Leskaj | 100 m gyors | 55,50    | 7.       | 62.      | kiesett | kiesett | kiesett | kiesett  |
| Frank Leskaj | 100 m mell  | 1:14,28  | 7.       | 56.      | kiesett | kiesett | kiesett | kiesett  |